# 272 î.Hr.

## Decese
- dată necunoscută: Pyrrhus din Epirus Rege al Moloșilor și al Macedoniei (n. 318 î.Hr.)